# 오와이스 알코라니 여단
오와이스 알코라니 여단(لواء أويس القرني; Liwa Owais al-Qorani)은 알타우라에 근거지를 두었던 시리아 반군으로 우와이스 알카라니를 따르고 있다. 자유 시리아군의 일부였던 여단은 이슬람 국가의 예하 부대가 되었고, 불복종으로 인해 2014년 ISIL에 의해 파괴되었다. 살아남은 이들은 시리아 민주군에 참여해 ISIL에 대한 복수를 다짐하고 있다.

## 역사

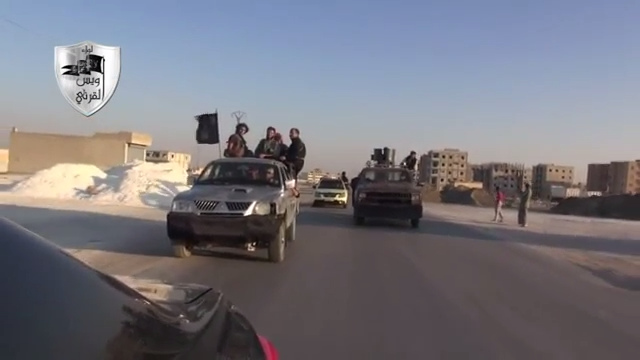
오와이스 알코라니 여단이 타브카를 떠나 2013년 6월 아인 이사로 가고 있다.

오와이스 알코라니를 따르는 추종자들이 "오와이스 알코라니 대대"를 설립한 것이 그 기원이다. 2012년 6월 창설했을 때 이들은 자유 시리아군의 일부였다. 이들은 알타우라에서 활동하는 초기 반군 단체 중 하나였고, 마을에서 정부군을 처음으로 공격하기 시작했다. 2012년 9월 알타우라의 군사정보국 요원들이 매복해 있었고 이들은 기습 공격을 당했다. 이들은 자유 시리아군 동맹에 가입했다.
2013년 2월, 오와이스 알코라니 대대는 반군 동맹의 일부가 되어 정부로부터 알타우라를 공격해 탈환하였고, 시리아군이 점령한 공항을 포위하는 것을 도왔다. 2013년 4월 14일 오와이스 알코라니 대대는 오와이스 알코라니 여단이 되었다. 더 이상 이들은 자유 시리아군의 깃발이 아닌 무하마드의 인장이 있는 검은 깃발을 깃발로 사용하기 시작했다. 그 해 말, 단체는 디브시 아프난을 점령하였다.
2013년 말부터 2014년 초까지 락까 주에서 이슬람 국가가 맹위를 떨치고 다른 역내 반군들을 공격하자 오와이스 알코라니 대대는 이슬람 국가에 맞서 싸우는 것을 거절하며 "모든 이슬람주의 단체는 종교에서 형제이다"라는 이유를 들었다. 이슬람 국가에 충성을 맹세하지 않고 이들의 독립적인 활동이 보장받았음에도 불구하고 이러한 행동은 오와이스 알코라니 여단이 이슬람 국가의 예하 부대가 되는 데 큰 기여를 했다. 그러나 2014년 3월, 시리아 정부군이 수감된 감옥에서 탈출이 발생하자 여단과 이슬람 국가 사이에 긴장이 증폭되었고, 결국 오와이스 알코라니 여단은 해체되는 것으로 결정되었다. 단체의 전투원들은 대부분 수감되거나 처형되었고 락까의 우와이스 알코라니 모스크는 이슬람 국가에 의해 파괴되었다. 몇 달 후 오와이스 알코라니 여단의 수감된 지도자들은 터키로 도망쳤다. 2년 후, 이 생존자들은 시리아로 돌아와 시리아 민주군에 가담해 락까 전역에 참여해 알타우라에서 이슬람 국가를 몰아내는 것을 돕고 있다.